# Companyia de Fusellers Guardaboscos Reials
La Companyia de Fusellers Guardaboscos Reials va ser una companyia militar catalana, de caràcter fix. Tenia per comesa protegir diferents espais privats reials, a les proximitats de Madrid. Es crea a similitud a la que existia a França.

## Origen
El rei Carles III d'Espanya era un entusiasta caçador i per vetllar que no li fossin furtades peces de caça, llenyes o altres béns, a les finques de titularitat reial del seu ús, va fer la Reial Ordre de 27 de juliol de 1761 que manava formar una unitat militat específica per a aquesta comesa, la Companyia de Fusellers Guardaboscos Reials. Aquest encàrrec se li va efectuar a Jaime Miguel de Guzmán-Dávalos i Spínola, marquès de la Mina, en la seva condició de Capità General de Catalunya.
Es tractava d'una unitat d'elit, la procedència dels efectius era de l'Arma d'infanteria on eren seleccionat, entre altres coses, per alçada (com a mínim de cinc peus i quatre polzades d'alçada) i avalats per persones de referència, amb la premissa que fossin naturals de Catalunya, i procedents d'un dels dos regiments existents a Catalunya.

## Vestuari
Similar al de les Esquadres de Catalunya.
El seu uniforme consistia en barret acanalat rivetejat de galó de plata, gambeto de drap turquí amb collarí. Voltes i folre grana, xucla i calçons grana, mocador de seda, botes i botins de vedell, blancs i flexibles.

## Activitat
Al gener de l'any 1762 la Companyia es va desplaçar a la localitat d'Aravaca, on tenien la seva caserna, i repartits en petits destacaments van iniciar a efectuar les seves comeses als boscos reials, casa Reial i del Reial Patrimoni, fonamentalment a la custòdia dels boscos reials del Pardo i la Casa de Campo.
Eren sotmesos al fur militar, i tenien com a missió:
- La vigilància i persecució dels malfactors en els boscos reals, amb la custòdia i guarda dels boscos i muntanyes reals respecte a la caça, pesca, llenya i sembrats.
- Seguretat personal, efectuant el servei de policia i seguretat de la família reial espanyola quan eren presents al bosc reial.

L'any 1782 va arribar a tenir 96 efectius. Cada efectiu havia de disposar de cavall propi.

## Finalització
L'activitat finalitza l'any 1830 i per la Reial Ordre de 18 d'octubre de 1851 es desfà la Companyia als 88 anys de la seva existència.